# Crathes Castle

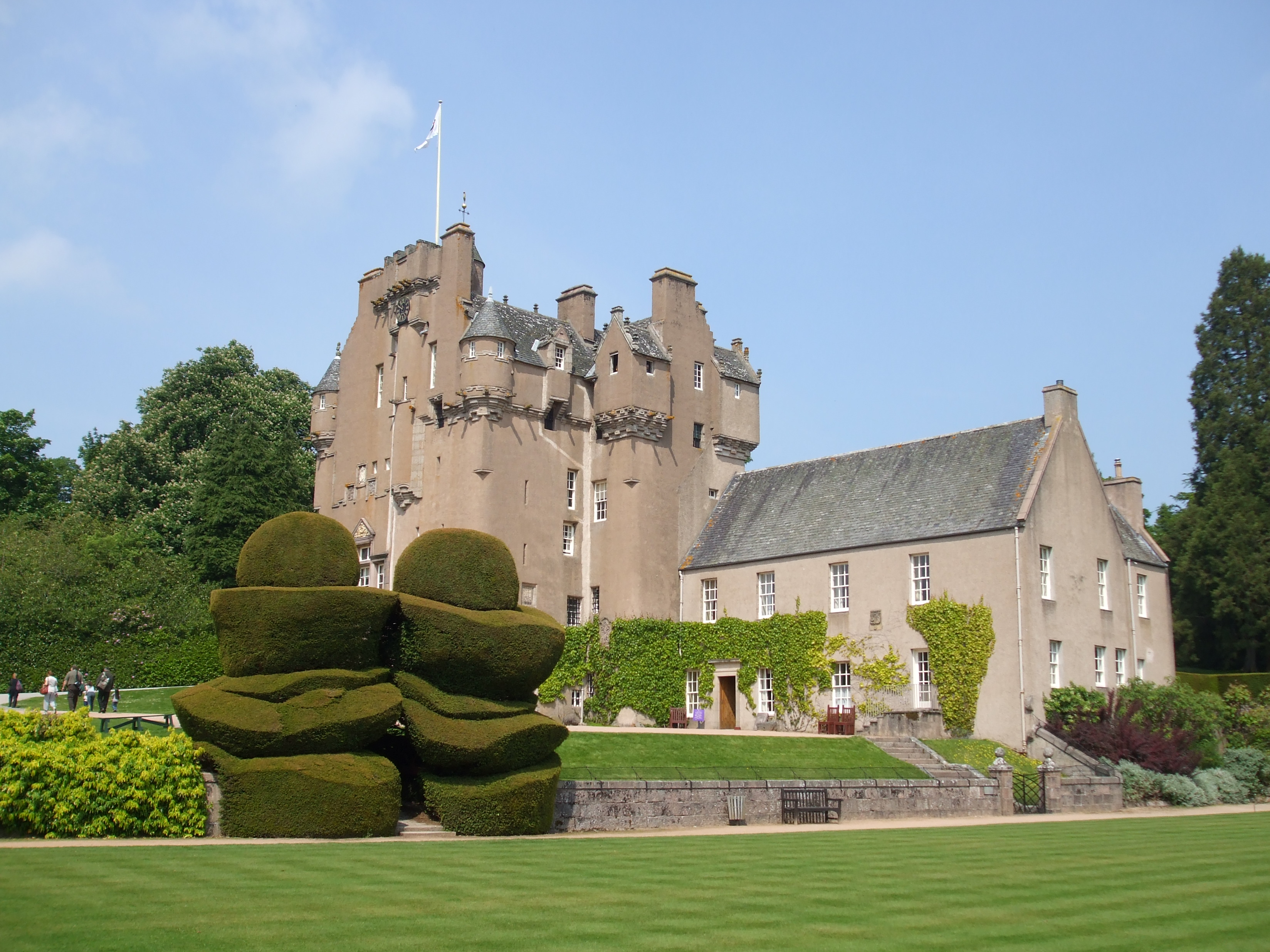
Crathes Castle

Crathes Castle är ett 1500-talsslott nära Banchory, Aberdeenshire, Skottland. 
Egendomen gavs till familjen Burnett 1323 av Robert Bruce. Crathes Castle tillhör numera The National Trust for Scotland och är öppet för besökare året runt. Slottet påminner om något ifrån en disneyfilm och är framför allt känt för sin nära fyra tunnland stora (16000m2) trädgård.